# Pio Semeghini
Pio Semeghini (Bondanello di Quistello, 3 janvier 1878 - 11 mars 1964) est un peintre italien et un aqua-fortiste du XXe siècle.

## Biographie
Pio naît de  Giuseppe et Emilia Zanini, leur troisième enfant avec Elvira (1870 - 1886), Antonio (1875- 1931) et Enrico Guido (1880- 1962).
Il fréquente l'Académie des Beaux-Arts de Florence.
À Paris en 1899, il côtoie l'avant-garde artistique et l'influence normative de Cézanne.
Après un séjour à Rome en 1905, il retourne à Paris en 1911 et fréquente Modigliani. Son atelier se situe au 83, rue de la Tombe-Issoire.

## Œuvres
- Natura morta con zucche gialle (1921),
- Luciana (1924)
- Bambina (1930), collection privée[1],
- Ragazza que legge (1937), collection privée[1],
- Burano (1941)